# Andreï Babkine
Pour les articles homonymes, voir Babkine.
Andreï Nikolaïevich Babkine (en russe : Андрей Николаевич Бабкин) est un cosmonaute russe né le 21 avril 1969 à Briansk dans l'oblast de Briansk en Russie. 

## Biographie
De 1986 à 1987 et de 1989 à 1990, Babkin a étudié à l'Institut d’ingénierie des transports de Briansk. En 1995, Babkin est diplômé de l'Institut d'aviation de Moscou avec une spécialisation dans les systèmes de support vie. 
Cet ancien ingénieur à Energiya a été sélectionné cosmonaute en 2010 lors de la sélection RKKE-17 par l'agence Roscosmos avec Sergueï Koud-Skvertchkov. De 2007 à sa sélection, il était dirigeant d'une équipe scientifique à Energiya
Il devait au départ voler sur le Soyouz MS-12. 
Il a ensuite été assigné pour son premier vol sur le Soyouz MS-16, mais une blessure à l'œil de son commandant Nikolaï Tikhonov entraine le remplacement de la partie russe de l'équipage par sa doublure, ce qui l'empêche encore une fois de voler.